# Терьян, Ваан Сукиасович
Ваан Терьян (арм. Վահան Տէրեան, имя при рождении Ваган (Ваан) Сукиасович Тер-Григорян; 28 января (9 февраля) 1885, Гандза — 7 января 1920, Оренбург) — армянский поэт и общественный деятель.

## Биография
Ваан Терьян родился 28 января 1885 года в семье сельского священника в селе Гандза́ (ныне район Ниноцминда), близ Ахалкалаки.
В 1899 году Ваан поступает в Лазаревский институт восточных языков в Москве. Вместе с друзьями Терьян издаёт в институте рукописную газету «Надежда», в которой не только выступает с редакционными статьями и передовицами, но и возглавляет отдел поэзии, где публикует свои стихи под псевдонимами Швин, Volo и др.
Окончив институт, в августе 1906 г. Терьян поступает в Московский университет, на отделение русского языка и литературы историко-филологического факультета. Под непосредственным влиянием революции 1905—1907 годов он пишет цикл стихов «Терновый венец», в котором прославляет борцов революции. Ночью 3 декабря 1906 г. квартира Терьяна была подвергнута обыску, он и его друг были арестованы, но 13-го декабря его освободили из-под стражи. В этот период Терьян написал «Эстонскую песню», «Осеннюю песню», «Осеннюю мелодию», «Чудо-девушке», «Схороните меня на закате», «Желание» и др. стихи.
Поэзия Терьяна с её тончайшим лиризмом, проникновенностью чувств, исключительной музыкальностью и богатством языка — крупнейшее явление в истории армянской литературы.
В 1908 году в Тифлисе был опубликован его первый сборник стихов «Грезы сумерек». Сборник получил хорошие отзывы от Аветика Исаакяна и Ованеса Туманяна.
В 1910 году, параллельно с учёбой в Московском университете, Терьян редактирует и издаёт литературно-художественный альманах «Гарун» («Весна»).
С 1913 года учился на востоковедческом факультете Петербургского университета.
В 1915 году Максим Горький поручил Терьяну составление «Армянского сборника», который был издан в Москве.
Валерий Брюсов перевёл ряд стихотворений поэта и назвал его «наиболее видным деятелем» среди молодых поэтов «русской Армении».
В 1917 году вступил в РСДРП ; был избран членом ВЦИК на III и на IV съездах Советов. В 1918 году — член советской делегации на мирных переговорах в Брест-Литовске.
В конце 1919 года по направлению Наркомата иностранных дел поехал в Туркестан и умер в дороге от туберкулёза легких. Похоронен в Оренбурге, место могилы неизвестно. Кенотаф поэта находится в пантеоне парка им. Комитаса в Ереване.

## Память
- Улица в Ереване.
- Улица в Оренбурге[4].
- Улица в Гюмри.

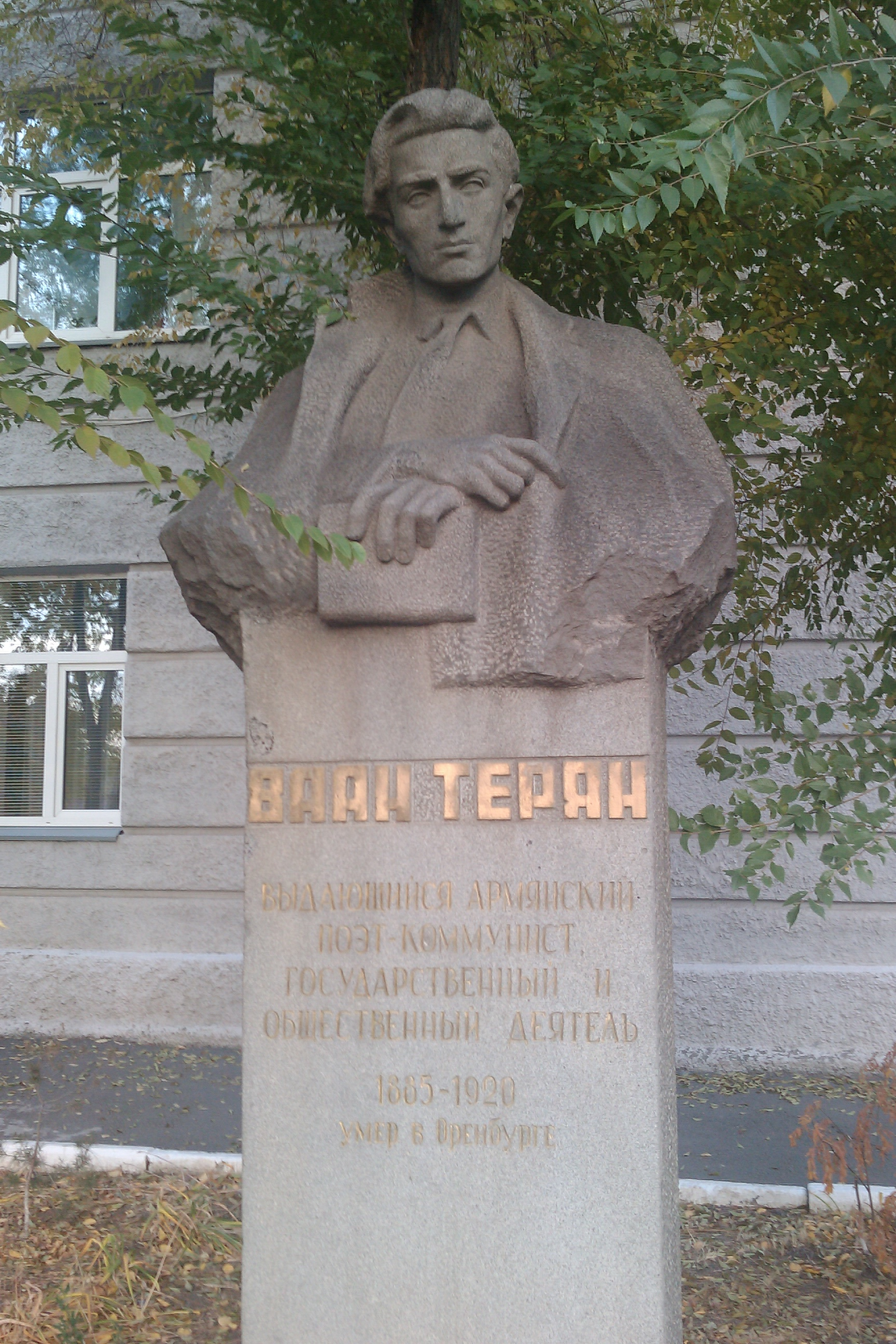
Памятник Ваану Теряну в Оренбурге

- Бюст Ваан Теряну перед домом, где он провёл последние дни жизни (Улица Чичерина, 38).
- Конверт почты СССР 1985 года.
- В 2021 году в родном селе Ваана Теряна Гандза открылся выставочный зал и дом-музей в его честь. На территории музея также установлен бюст поэта[5].

### На армянском языке
- Грезы предвечерья, Стихи, Тифлис, 1908;
- Стихотворения, М., 1912;
- Собрание сочин., 4 тт., изд. Армгиза, Константинополь — Ереван, 1923.

### На русском языке
- Ваан Терьян. Стихотворения. Л. Советский писатель, 1980.